# U-559
U-559 je bila nemška vojaška podmornica Kriegsmarine, ki je bila dejavna med drugo svetovno vojno.

## Zgodovina
Podmornica je bila 30. oktobra 1942 potopljena v Sredozemlju v spopadu z britanskimi rušilci HMS Pakenham (G 06), HMS Petard (G 56) in HMS Hero (H 99), britanskimi eskortnima rušilcema HMS Dulverton (L 63) in HMS Hurworth (L 28) ter britanskimi letali; umrlo je 7 članov posadke in preživelo 38 podmorničarjev.

## Poveljniki
| Poveljniki |                                   |                |                                     |
| Št.        | Čin                               | Ime            | Poveljstvo                          |
| 1.         | Kapitanporočnik (Kapitänleutnant) | Hans Heidtmann | 27. februar 1941 - 30. oktober 1942 |

## Tehnični podatki
| Kategorije                                    | Podatki                       |
| --------------------------------------------- | ----------------------------- |
| Teža (t): na površju pod površjem polna Teža  | 769 871 1.070                 |
| Dolžina (m) - tlačni trup (m)                 | 67,10 - 50,50                 |
| Širina (m) - tlačni trup (m)                  | 6,20 - 4,70                   |
| Izpodriv (m)                                  | 4,74                          |
| Višina (m)                                    | 9,6                           |
| Moč (hp): na površju pod podvršjem            | 3.200 750                     |
| Hitrost (vozlov): na površju pod podvršjem    | 17,7 7,6                      |
| Doseg (milja/vozel): na površju pod podvršjem | 8.500/10 80/4                 |
| Torpeda/Torpedne cevi                         | 14/5 (4 na premcu, 1 na krmi) |
| Krovni top (mm)                               | 88                            |
| Mine                                          | 26 TMA                        |
| Posadka                                       | 44-52                         |
| Maksimalni potop (m)                          | 220                           |